# 국립 시청각 연구소

국립 시청각 연구소(Institut national de l'audiovisuel, 프랑스어 발음: [ɛ̃stity nasjɔnal də lodjɔvizɥɛl], 약어 INA)는 모든 프랑스 라디오 및 TV 시청각 아카이브의 저장소이다. 또한 아프가니스탄, 캄보디아와 같은 국가의 기록 보관소에 무료로 액세스할 수 있다. 브리쉬르마른(Bry-sur-Marne)에 본사가 있다.
2006년부터 ina.fr이라는 웹사이트에서 총 20,000시간 동안 100,000개의 역사 프로그램 아카이브를 색인화하는 검색 도구를 사용하여 무료 온라인 상담을 허용했다.

## 같이 보기
- 구체 음악